# Anders Löfberg (militär)
Anders Jerker Löfberg, född 21 mars 1959 i Borås Gustav Adolfs församling i Älvsborgs län, är en svensk militär.

## Biografi
Anders Löfberg avlade officersexamen vid Krigsskolan 1981 och utnämndes samma år till löjtnant i armén, varefter han befordrades till kapten 1983 och till major 1989. I slutet av 1980-talet och under första hälften av 1990-talet tjänstgjorde han vid Livregementets husarer. I slutet av 1990-talet tjänstgjorde han vid Högkvarteret. Efter att ha befordrats till överstelöjtnant var han chef för Planeringssektionen i Markstridsavdelningen i Krigsförbandsledningen i Högkvarteret 2003–2004. Efter befordran till överste var han chef för Underrättelseavdelningen (J 2) i OP-enheten i Högkvarteret 2006–2008, varpå han var avdelningschef i Armétaktiska stabsledningen i Insatsledningen i Högkvarteret 2008–2009.
Löfberg var chef för Livregementets husarer 2009–2013,[källa behövs] tillika chef för kontingenten FS22 i svenska insatsen i Afghanistan 2011–2012. Från den 22 januari till den 17 maj 2015 var han tillförordnad ställföreträdande chef för Inriktningsavdelningen i Ledningsstaben i Högkvarteret. Från den 1 april till den 30 september 2017 stod Löfberg till förfogande hos chefen för Specialförbandsledningen, varpå han befordrades till brigadgeneral och sedan den 1 oktober 2017 är chef för Specialförbandsledningen (med förordnande längst till och med den 30 september 2021).

## Utmärkelser
- Hemvärnets bronsmedalj (HvBM), 8 november 2021[16]
- Riddare av Nationalförtjänstorden, 23 augusti 2023[17]